# Copa EuroAmericana 2015
La Copa EuroAmericana 2015 fue la tercera y última edición del torneo internacional organizado por la empresa DirecTV. Contó con la participación de seis equipos, cuatro provenientes de América quienes son locales ante los dos equipos de Europa, los españoles R. C. D. Español y Málaga C. F., el torneo comenzó el 28 de mayo y terminó el 1 de agosto de 2015.

## Formato de competencia
Los equipos americanos se enfrentan una vez a los equipos europeos, consagrándose campeón parcial el equipo vencedor y sumando un punto al continente del cual provienen. Una vez disputados los partidos, se realizará un conteo general de puntos por continentes consagrando campeón aquel que más puntos hubiese conseguido.
El equipo ganador de cada partido del torneo recibe un trofeo de campeón parcial. En el último partido de la competición, el equipo que represente al continente ganador se lleva el trofeo original.

## Sedes
Cuatro sedes hasta el momento, las ciudades de Guayaquil, Cali, Montevideo y Buenos Aires
| Guayaquil          | Montevideo         | Cali                   | Buenos Aires           |
| ------------------ | ------------------ | ---------------------- | ---------------------- |
| Estadio Monumental | Estadio Centenario | Estadio Deportivo Cali | Estadio Pedro Bidegain |
| Ecuador            | Uruguay            | Colombia               | Argentina              |
| Capacidad: 57.267  | Capacidad: 60.235  | Capacidad: 55.000      | Capacidad: 43.995      |
|                    |                    |                        |                        |

## Equipos participantes
Hasta el momento solo se han confirmado seis clubes para la Tercera edición 2015:
| Continente | País      | Equipo         |
| ---------- | --------- | -------------- |
| América    | Colombia  | Deportivo Cali |
| América    | Ecuador   | Barcelona SC   |
| América    | Uruguay   | CA Peñarol     |
| América    | Argentina | San Lorenzo    |
| Europa     | España    | RCD Español    |
| Europa     | España    | Málaga CF      |

## Partidos
El primer partido de la competición, Además de festejar el aniversario de Barcelona de Guayaquil, abrirá la Copa Euroamericana 2015, organizada por Directv, que se viene realizando en los últimos años y trae a clubes europeos a jugar contra los más importantes equipos de América.
| 28 de mayo de 2015, 19:30 (UTC-5) | Barcelona | 1:0 (0:0) | RCD Español | Banco Pichincha, Guayaquil |                        |
|                                   | Vera 61'  | Reporte   |             | Árbitro(s): Omar Ponce     | Árbitro(s): Omar Ponce |

| 26 de julio de 2015, 17:00 (UTC-5) | Deportivo Cali                             | 3:2 (0:1) | Málaga             | Estadio Deportivo Cali, Cali |                         |
|                                    | Casierra 47' · Benedetti 57' · Murillo 84' | Reporte   | Dias 15' · Čop 59' | Árbitro(s): Juan Pontón      | Árbitro(s): Juan Pontón |

| 30 de julio de 2015, 20:30 (UTC-3) | San Lorenzo                                           | 0:0 (4:3 p.)               | Málaga                                       | Estadio Pedro Bidegain, Buenos Aires |                              |
|                                    |                                                       | Reporte                    |                                              | Árbitro(s): Patricio Loustau         | Árbitro(s): Patricio Loustau |
|                                    |                                                       | Tiros desde el punto penal |                                              |                                      |                              |
|                                    | Prósperi · Elizari · Fontanini · Barbaro · Kalinski · |                            | Fornals · Recio · Tissone · Charles · Duda · |                                      |                              |

| 1 de agosto de 2015, 15:00 (UTC-3) | Peñarol   | 1:3 (1:0) | Málaga                           | Estadio Centenario, Montevideo |                              |
|                                    | Ifrán 22' | Reporte   | Čop 70' · Duda 81' · Rosales 88' | Árbitro(s): Jonathan Fuentes   | Árbitro(s): Jonathan Fuentes |

## Campeones

### Resultado del torneo
| América 3 | Europa 1 |

### Campeones parciales
En cada encuentro el vencedor del partido recibe el Trofeo DirecTV de campeón, patrocinado por DIRECTV.
|           | Lugar                   | Fecha               | Campeón        |
| --------- | ----------------------- | ------------------- | -------------- |
| Partido 1 | Guayaquil, Ecuador      | 28 de mayo de 2015  | Barcelona      |
| Partido 2 | Cali, Colombia          | 26 de julio de 2015 | Deportivo Cali |
| Partido 3 | Buenos Aires, Argentina | 30 de julio de 2015 | San Lorenzo    |
| Partido 4 | Montevideo, Uruguay     | 1 de agosto de 2015 | Málaga         |

## Tabla de goleadores
| Posición | Jugador              | Equipo         | Goles |
| -------- | -------------------- | -------------- | ----- |
| 1        | Duje Čop             | Málaga         | 2     |
| 2        | Washington Vera      | Barcelona      | 1     |
| 2        | Mateo Casierra       | Deportivo Cali | 1     |
| 2        | Nicolas Benedetti    | Deportivo Cali | 1     |
| 2        | Miguel Ángel Murillo | Deportivo Cali | 1     |
| 2        | Charles Dias         | Málaga         | 1     |
| 2        | Diego Ifrán          | Peñarol        | 1     |
| 2        | Duda                 | Málaga         | 1     |
| 2        | Roberto Rosales      | Málaga         | 1     |